# 青いシンボル
「青いシンボル」（あおいシンボル）は、1977年10月21日にCBS・ソニーから発売された川﨑麻世の2枚目のシングルである。

## 収録曲
作詞：石原信一　
1. 青いシンボル
作曲・編曲：あかのたちお
2. ドラマチック
作曲：宮本光雄　編曲：萩田光雄